# Andrew Summers Rowan

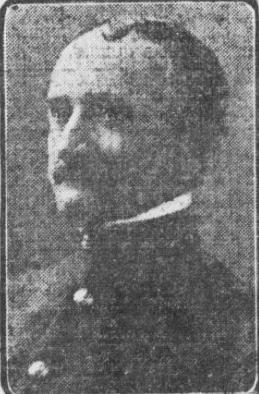
Rowan rond 1904

Andrew Summers Rowan (Gap Mills, Monroe County (West Virginia), 23 april 1857 - San Francisco, 10 januari 1943) was een Amerikaanse militair die vooral bekend werd als liaisonofficier tussen de Verenigde Staten en de Cubaanse onafhankelijkheidsstrijders van generaal Calixto García tijdens de Spaans-Amerikaanse Oorlog.

## Biografie
Rowan werd in 1857 geboren als zoon van John Rowan en Virginia Summers. Toen hij twintig was werd hij toegelaten tot de militaire academie te West Point, waar hij in 1881 afscheid nam met de rang van tweede luitenant. In de hierop volgende jaren maakte hij deel uit van de garnizoenen van verschillende grensforten; ook deed hij inlichtingenwerk in Zuid-Amerika. Hij ontwikkelde een speciale belangstelling voor Cuba en was medeauteur van een boek over het eiland.
In 1895 kwamen de Cubanen, voor de derde keer alweer, in opstand tegen de Spaanse kolonisatoren. Hun voornaamste leider was generaal Calixto García. De Verenigde Staten volgden de strijd van dichtbij, vanaf onder andere het slagschip Maine, dat in de haven van Havana lag toen het op 15 februari 1898 om nooit opgehelderde redenen ontplofte.
Het was in deze situatie dat Andrew Rowan opdracht kreeg een brief van president William McKinley over te brengen aan generaal García, met wiens opstandelingen hij de Amerikaanse invasie wilde coördineren. Ofschoon het vinden van het rebellenhoofdkwartier een schier onmogelijke taak was, vroeg Rowan slechts of de president een antwoord verwachtte, en ging op weg. Vanaf Jamaica voer hij in een eenmanssloep naar het zuidoosten van Cuba, en wist na enige tijd contact te maken met de rebellenleider. Hoewel deze korte tijd later zou overlijden, was de samenwerking tussen beide strijdmachten een feit toen de oorlog enkele weken later uitbrak.
Tijdens de eigenlijke oorlog commandeerde Rowan een elite-eenheid van Afro-Amerikaanse soldaten die geacht werden immuun te zijn voor de gele koorts. De oorlog was al in augustus 1898 ten einde; Cuba werd een Amerikaans protectoraat. Rowan ontving een Distinguished Service Cross.
Na de oorlog schreef publicist Elbert Hubbard een pamflet met de titel A Message to Garcia, waarin hij kapitein Rowans efficiëntie ophemelde. De boodschap sloeg aan en het geschrift kreeg een miljoenenoplage; industriëlen en officieren verspreidden het onder hun personeel en manschappen. Het werd in verschillende talen vertaald. Rowan was overigens niet tevreden met het pamflet en publiceerde in 1922 zijn eigen verhaal, waarin hij de mythe weerlegde dat hij de brief van de president persoonlijk had gekregen, en erop wees dat hij de missive had ontvangen van zijn eigen superieur. Hij gaf hierin ook toe dat hij aanvankelijk dacht dat de opdracht een grap was.
Luitenant-kolonel Rowan trok zich in 1909, na dertig jaar actieve dienst, uit het leger terug en overleed in 1943 in San Francisco. Hij ligt begraven op Arlington National Cemetery.

## Trivia
Een van de afdelingen van de Nederlandse scouting is naar hem Rowans genoemd.

## Publicaties
- The island of Cuba; a descriptive and historical account of the "Great Antilla" (met Marathon Montrose Ramsey) (1897)
- How I carried the message to Garcia (1922)